# Alonso Pérez de Guzmán

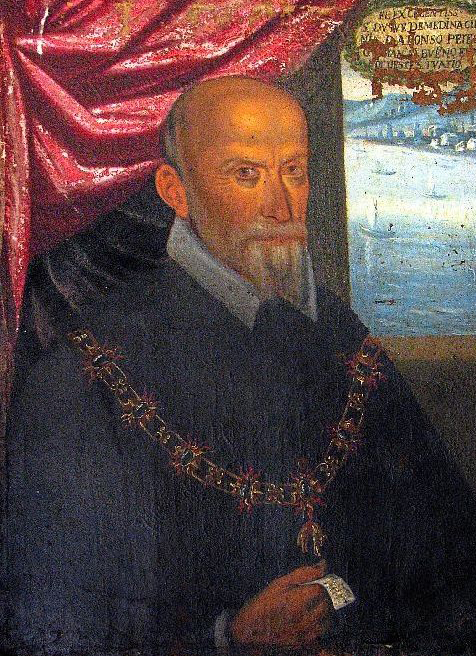
Alonso Pérez de Guzmán

Alonso Pérez de Guzmán el Bueno y Zúñiga, Herzog von Medina-Sidonia (* 10. September 1550 in Sanlúcar de Barrameda; † 1615 ebenda) war ein spanischer Grande des 16. Jahrhunderts und im Jahr 1588 der Befehlshaber der Spanischen Armada im Kampf gegen England.

## Herkunft
Er war der Sohn von Don Juan Carlos Pérez de Guzmán el Bueno, dem ältesten Sohn des 6. Herzogs von Medina Sidonia und seiner Frau Doña Leonor Manrique de Zuñíga y Sotomayor. Sein Vater starb bereits 1555, Don Alonso wurde im Alter von 9 Jahren nach dem Tod seines Großvaters Herzog und Erbe eines großen Vermögens. Die Herzöge von Medina Sidonia zählten zu den ältesten und vornehmsten spanischen Granden.

## Jugend und Karriere
1565 wurde Don Alonso mit Ana de Silva y Mendoza, Tochter der berühmten Fürstin von Eboli verlobt, er heiratete sie 1572. Da sie zu dieser Zeit erst 12 Jahre alt war, musste ein päpstlicher Dispens erwirkt werden. 1581 wurde er zum Ritter vom Goldnen Vlies geschlagen und erhielt den Titel eines Generalkapitäns der Lombardei.

## Die Spanische Armada
1587/88 ließ Philipp II. eine große Flotte erbauen, die eine geplante Invasion Englands durch Spaniens in Flandern stationierte Truppen unter dem Kommando von Alessandro Farnese, dem Herzog von Parma unterstützen sollte. Diese ging als Große Armada oder nach dem vom König selbst gewählten Begriff trotz ihres unglückseligen Schicksals als Unbesiegbare Armada in die Geschichte ein.
Als der Oberbefehlshaber der noch im Bau befindlichen spanischen Armada, der Marquis von Santa Cruz am 9. Februar 1588 überraschend verstarb, ernannte Philipp II. Don Alonso zum neuen Oberbefehlshaber. Der Herzog, ein bislang nur im Verwaltungsdienst tätiger Grande von feiner Lebensart, besaß keinerlei nautische Kenntnisse und hatte keinerlei Erfahrung vom Seekrieg, er hatte noch nie eine kämpfende Truppe befehligt und versuchte deshalb mehrfach den König zur Rücknahme der Ernennung zu bewegen. Er wies in einem Brief an Philipp auf seine Unkenntnis des Seewesens, des Seekrieges, seine schlechte Gesundheit, seine Neigung zur Seekrankheit und seine Schulden hin; Fakten, die es ihm unmöglich machten, den Oberbefehl anzunehmen. Die Ernennung wurde jedoch nicht rückgängig gemacht.
Don Alonso zeigte jedoch sein Organisationstalent, als er die weitere Vorbereitung der Armada reorganisierte, insbesondere die chaotischen Verhältnisse bei der Verteilung der Kanonen und Munition. Hierdurch wurde eine wesentliche Verbesserung der Versorgungslage erreicht.
Vom 28. bis 30. Mai lief die aus 130 Schiffen bestehende Armada aus Lissabon aus. Die schwerfälligen Galeonen, Galeassen und Transportschiffe benötigten für die 160 Seemeilen lange Strecke bis Kap Finisterre 13 Tage. Da das Trinkwasser brackig zu werden drohte und Lebensmittel verdarben, entschloss sich der Herzog nach einem Kriegsrat, den Hafen La Coruña anzulaufen. Ein Sturm zerstreute die Flotte, so dass zunächst nur etwa 50 Schiffe in La Coruña einliefen. In einem Brief an König Philipp schilderte der Herzog die Schwierigkeiten und versuchte nochmals, das Unternehmen zu beenden. Der König forderte jedoch deren Fortsetzung ohne Änderung der bisherigen Befehle.
Erst am 21. Juli konnte nach Reparatur der Sturmschäden die mittlerweile wieder vollzählige Flotte erneut auslaufen. Die Fahrt über die Biskaya legte die Armada schnell zurück. Auf der Höhe von Plymouth erfuhr Don Alonso aus den versiegelten königlichen Direktiven, dass er dicht unter der französischen Küste kreuzend nach Dünkirchen zu segeln habe, um die Landungsoperation der flandrischen Truppen des Herzogs von Parma zu unterstützen. Am 31. Juli traf die Armada im Ärmelkanal auf die von Admiral Howard befehligte englische Flotte. Die Armada ordnete sich zur halbmondförmigen Dwarslinie. Einem Enterkampf konnten die wendigen englischen Schiffe ausweichen, konnten aber andererseits den spanischen Schiffen keinen wesentlichen Schaden zufügen. In den nächsten Tagen wagten die die Armada verfolgenden Engländer mehrfach Artillerieüberfälle.
Aufgrund ihrer weiter tragenden und schneller nachgeladenen Geschütze waren sie den artilleristisch schlechter ausgebildeten Spaniern deutlich überlegen.
Als Flottenkommandeur agierte der Herzog vorsichtig und eher defensiv; dieses Verhalten wurde von dem ihm vom König beigeordneten Berater Don Diego de Valdes noch bestärkt. Als während der Fahrt durch den Kanal eine Flaute eintrat, versäumte er es, mit seinen riemenbetriebenen und somit vom Wind unabhängigen Galeassen und Galeeren die vereinzelt treibenden Engländer anzugreifen.
Als die Armada an der Küste zwischen Calais und Gravelingen ankerte, war es den Engländern möglich, sie in der Nacht durch Brander zu beschädigen. Die spanischen Schiffe suchten ihr Heil in der Flucht – am nächsten Morgen sah der Herzog von seinem Flaggschiff, der San Martin, aus nur noch fünf kampffähige Schiffe, das sechste, die Galeasse San Lorenzo lag mit zertrümmertem Ruder halb gestrandet auf einer Sandbank und wurde nach erbittertem Kampf von den Engländern genommen. Die verbliebenen spanischen Schiffe wehrten sich verbissen gegen die aus der günstigen Luvstellung angreifenden Gegner, es gelang dem Herzog, die Armada bis zum Nachmittag wieder zur halbmondförmigen Schlachtordnung zu formen und mit dem nach Südwest umgeschlagenen Wind die Straße von Dover zu passieren. Schäden und Munitionsmangel ließen jedoch keine erneute Schlacht mehr zu, eine Vereinigung mit dem Invasionsheer war nicht mehr möglich. Am 9. August entschloss sich Medina Sidonia nach einem Kriegsrat zum Rückzug durch Umrundung von Schottland und Irland.
Auf diesem Rückzug büßte die Armada durch Stürme viele weitere Schiffe ein. An der schottischen und irischen Küste gestrandete Spanier wurden von der feindseligen Bevölkerung unbarmherzig erschlagen. Die San Martin lief am 22. September in Santander ein, gefolgt von sechsundsechzig beschädigten spanischen Schiffen. Der Legende nach sprach Philipp II. bei der Nachricht den berühmt gewordenen Satz: „Ich habe meine Flotte nicht gegen Sturm und Wellen ausgesandt, sondern gegen Menschen“.

## Spätere Jahre
Don Alonso blieb trotz der Niederlage der Armada die Gunst seines Königs erhalten, er diente ihm weitere 10 Jahre als Statthalter von Andalusien und weitere Jahre seinem Nachfolger. Er starb 1615.